# Gütterlitz
Gütterlitz ist ein Ortsteil der Landgemeinde Stadt Auma-Weidatal im Landkreis Greiz in Thüringen.

## Geografie
Gütterlitz liegt am Nordrand des Aumaer Waldes an der Landesstraße 1087 von Auma nach Triptis. Die Gemarkung des Dorfes liegt am Nordrand der Ostthüringisch-Vogtländischen Hochflächen mit Übergang zur Orlasenke und zur Saale-Elster-Sandsteinplatte.

## Geschichte
Das Dorf wurde 1378 urkundlich erstmals genannt.
Vom ehemaligen Gut ist nur noch die 1739 erbaute Kirche vorhanden. Dicht daneben am noch vorhandenen Teich bestand einst ein befestigter Herrensitz. Dieser wurde 1948 auf der Grundlage des Befehls Nr. 209 der Sowjetischen Militäradministration in Deutschland abgebrochen. Der vorhandene Teich ist der Rest der einstigen Befestigungsanlage. Von Nebengebäuden des Gutes sind noch Reste vorhanden. Oben im Dorf und  gleich neben dem Teich gab es zwei Dorfmühlen. Sie wurden 1682 anlässlich einer Bestandsaufnahme erwähnt.
Am 1. Juli 1950 wurde Gütterlitz zu einem Ortsteil von Auma.

## Persönlichkeiten
- Eduard von Brandenstein (1803–1888), deutscher Rittergutsbesitzer und Politiker